# 核質

ヒトの細胞核の全体図。核小体を含む核原形質は核細胞質と表示されている。

核質もしくは核原形質（nucleoplasm, karyoplasm）とは、核膜に包まれている原形質の総称である。核液（nuclear sap）とも呼ばれる。細胞が細胞質を含んでいるのと同様に、細胞核は核質を含んでいる。核質は粘度の高い液体で、染色体と核小体を包んでいる。核質の中には、DNA複製等に必要なヌクレオチドをはじめとする多くの物質や、細胞核の中で直接作用する酵素などが溶解している。また、核基質として知られる線維のネットワークを核質内に見出すことができる。核質の液状の可溶画分は "nuclear hyaloplasm" と呼ばれている。